# Дорцано
Дорцано (итал. Dorzano) је насеље у Италији у округу Бијела, региону Пијемонт.
Према процени из 2011. у насељу је живело 420 становника. Насеље се налази на надморској висини од 300 м.

## Становништво
| 1936. | 1951. | 1961. | 1971. | 1981. | 1991. | 2001. | 2011. |
| ----- | ----- | ----- | ----- | ----- | ----- | ----- | ----- |
| 435   | 452   | 443   | 331   | 379   | 387   | 446   | 508   |